# Calotes pethiyagodai
Espèce
Calotes pethiyagodai est une espèce de sauriens de la famille des Agamidae.

## Répartition
Cette espèce est endémique des monts Knuckles au Sri Lanka.

## Étymologie
Cette espèce est nommée en l'honneur de Rohan Pethiyagoda.

## Publication originale
- Amarasinghe, Karunarathna, Hallermann, Fujinuma, Grillitsch & Campbell, 2014 : A new species of the genus Calotes (Squamata: Agamidae) from high elevations of the Knuckles Massif of Sri Lanka. Zootaxa, no 3785 (1), p. 59–78.